# Libellula saturata
Espèce
Statut de conservation UICN

 LC  : Préoccupation mineure
Libellula saturata est une espèce nord-américaine de libellules qui se caractérise par sa remarquable couleur rouge. Elle est assez répandue dans toute son aire de répartition, qui occupe le sud-ouest des États-Unis et le nord du Mexique. Elle a été décrite pour la première fois par Uhler en 1857.

## Description
- Le corps de l'imago mesure de 52 à 60 mm de longueur, dont 32 à 40 mm pour l'abdomen. La naïade atteint une taille de 28 mm ; elle est couverte de poils et possède un abdomen arrondi qui est à l'origine du nom donné à l'espèce[3].
- Les ailes atteignent une longueur de 41 à 45 mm et ont à leur base une nuance d'ambre qui s'étend depuis le ptérostigma.
- Les mâles ont le corps entièrement rouge ou orange foncé, y compris les yeux, les pattes et les nervures des ailes. Les femelles sont généralement d'un brun moyen ou foncé avec de fines rayures jaunes et les pattes sont rougeâtres.

## Habitat
Libellula saturata possède un choix d'habitats très vaste, elle se rencontre dans les étangs, les lacs et les cours d'eau lents. Elle privilégie les étangs chauds, les ruisseaux ou les sources chaudes, mais elle est suffisamment commune pour être vue presque partout, y compris à une certaine distance de l'eau, dans le sud-ouest des États-Unis.

## Alimentation
Les imagos chassent essentiellement les hétérocères (papillons de nuit), les mouches, les fourmis ou tous autres insectes à corps mou.
Les naïades se nourrissent d'autres larves aquatiques d'insectes et de têtards.

## Reproduction
La reproduction se produit pendant la saison de vol de mai à septembre. Les mâles seront en compétition avec d'autres mâles pour les principaux lieux de reproduction et pour les femelles. Les deux sexes sont d'habiles acrobates aériens et l'accouplement s'effectue en vol. Ensuite le mâle et la femelle se séparent et la femelle s'envole seule pour pondre ses œufs. Elle le fait en planant au-dessus des petits ruisseaux ou des étangs et en trempant l'extrémité de son abdomen dans l'eau. Elle dépose souvent ses œufs dans de nombreux points d'eau différents afin d'empêcher les naïades de devenir leur propre source de nourriture. L'éclosion, trois semaines plus tard, donnera des petites larves carnassières qui resteront une année dans leur lieu de naissance.

## Éthologie
Les mâles sont très agressifs et défendent ardemment leur territoire contre les incursions d'autres mâles. Ils affectionnent les promontoires surplombant les contours du point d'eau qu'ils surveillent. Ils y retournent régulièrement après chaque patrouille.

## Galerie

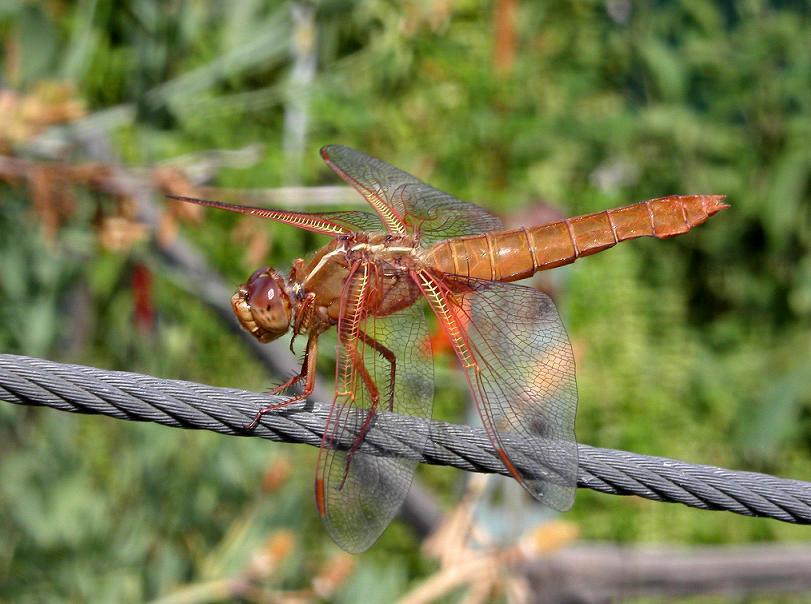
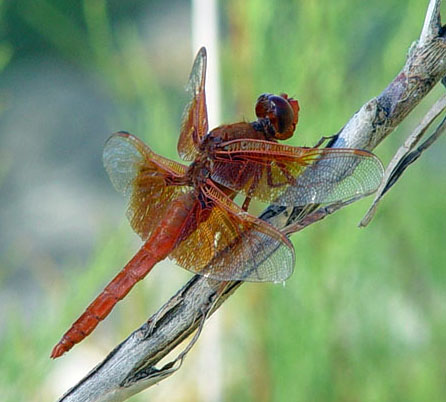
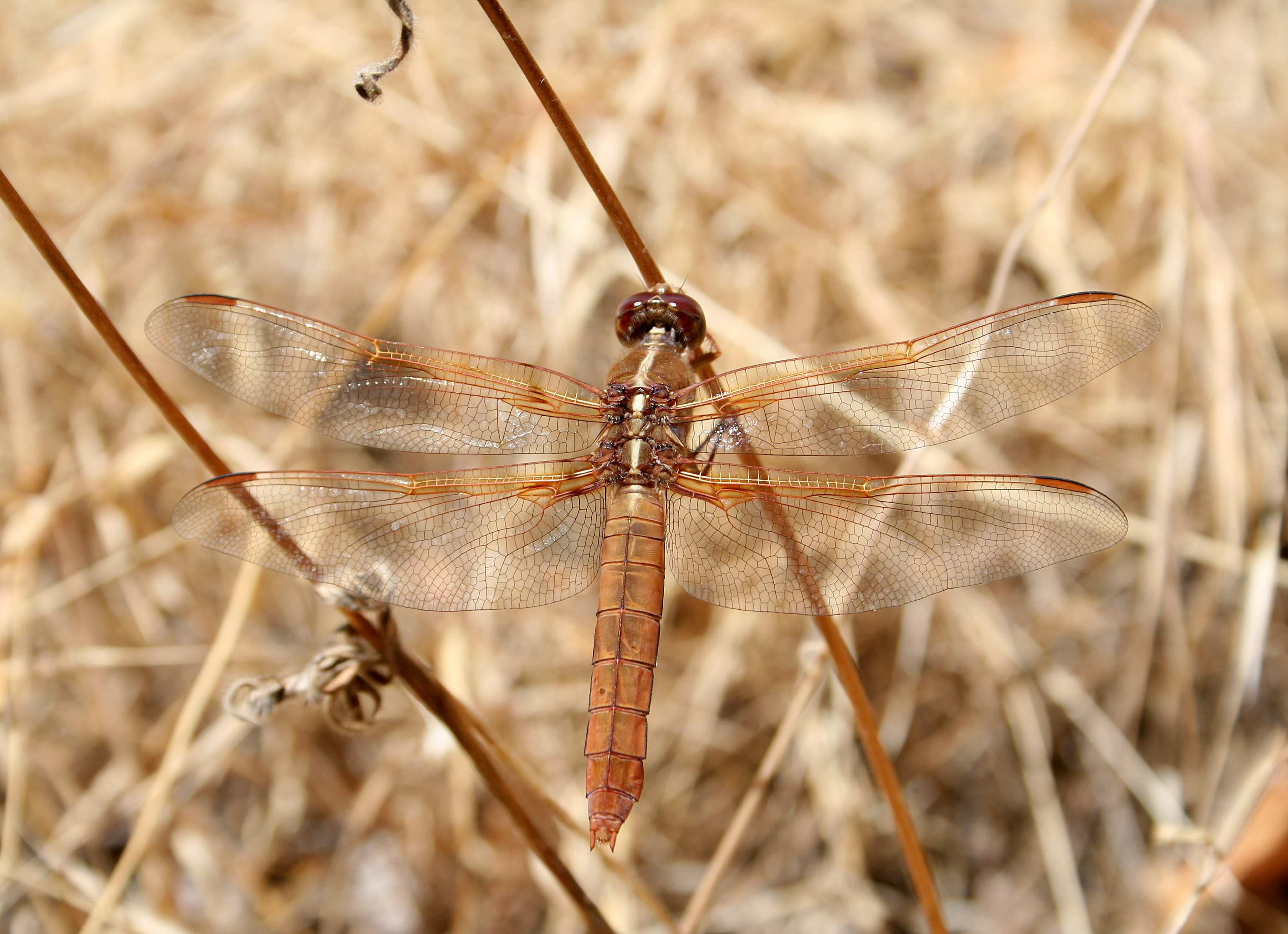
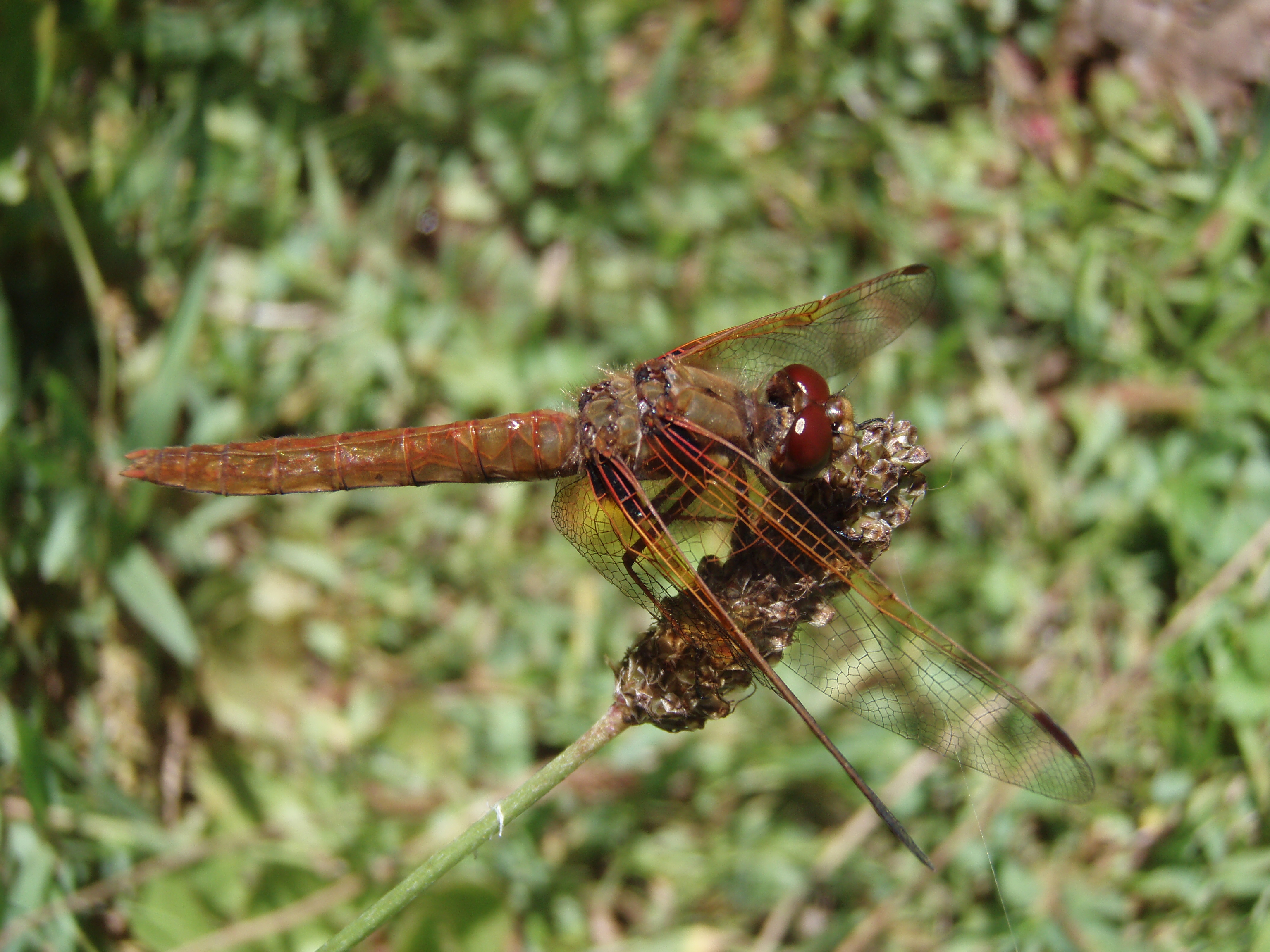
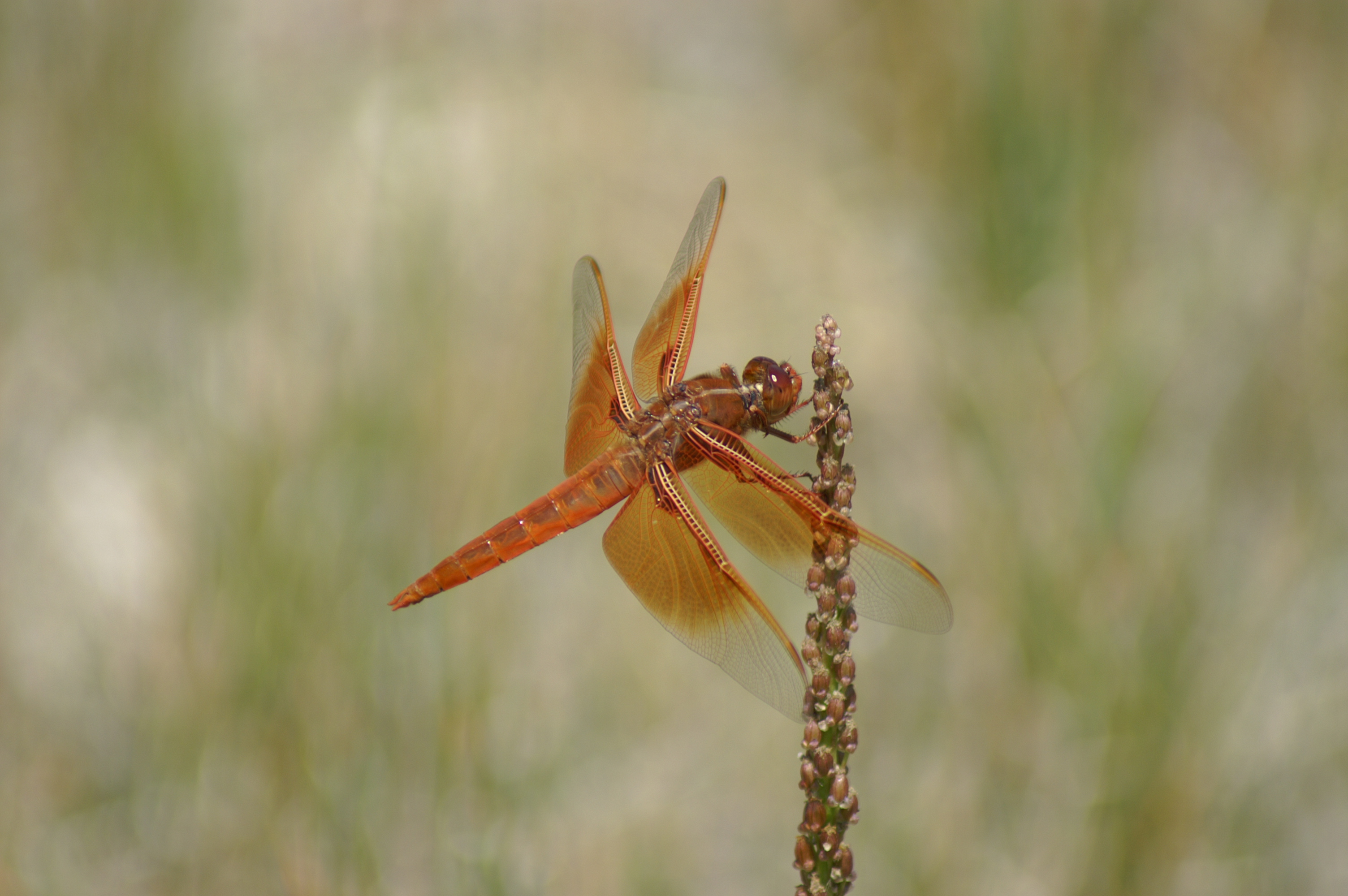
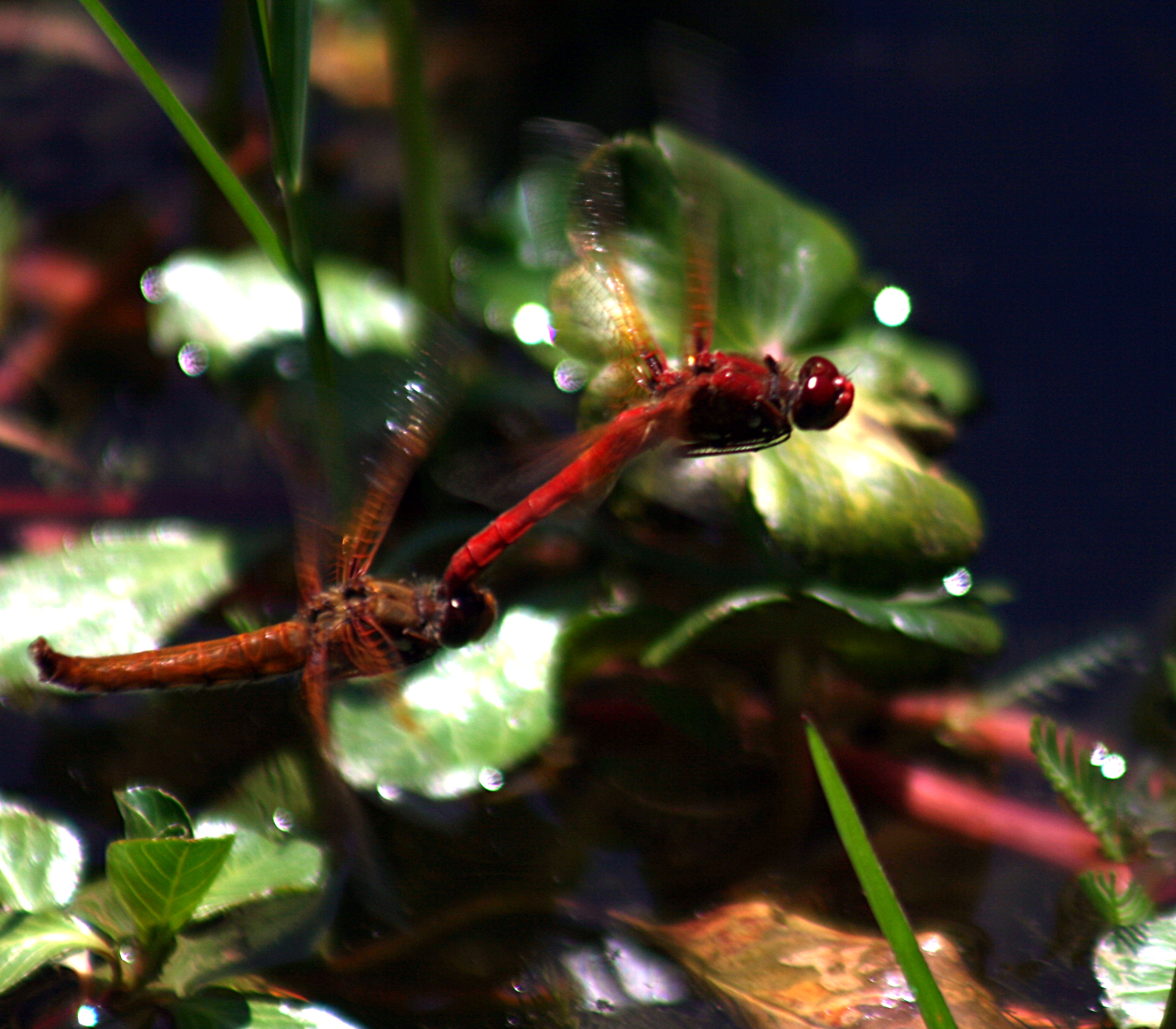
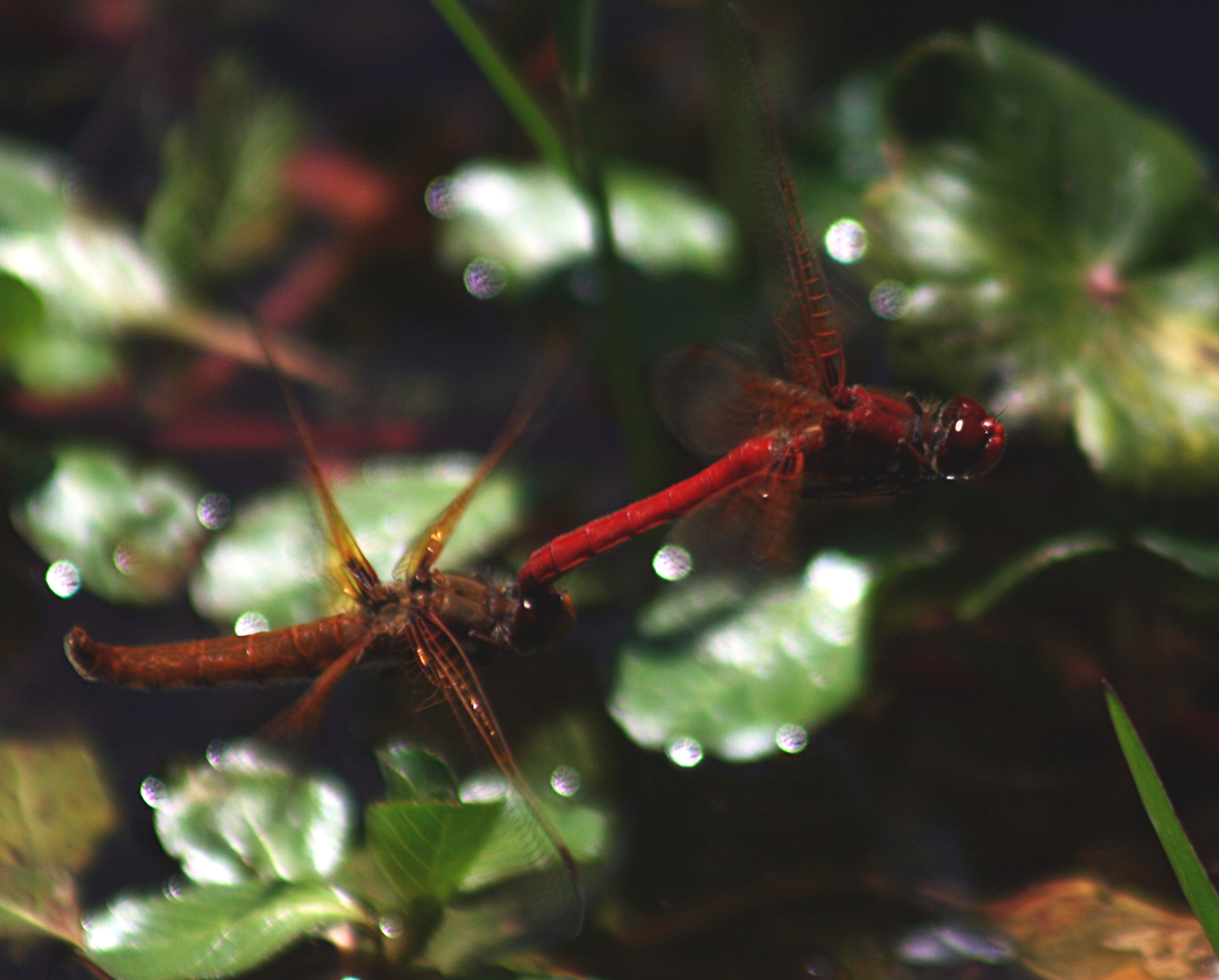